# NGC 1361
NGC 1361 est une galaxie elliptique située dans la constellation de l'Éridan. NGC 1361 a été découverte par l'astronome américain Ormond Stone en 1886.

## Caractéristiques
Sa vitesse par rapport au fond diffus cosmologique est de 5 107 ± 10 km/s, ce qui correspond à une distance de Hubble de 75,3 ± 5,3 Mpc (∼246 millions d'al).
À ce jour, une mesure non basée sur le décalage vers le rouge (redshift) donne une distance d'environ 85,000 Mpc (∼277 millions d'al). Cette valeur est à l'extérieur mais compatible avec les valeurs de la distance de Hubble.
Selon la base de données Simbad, NGC 1361 est une galaxie LINER, c'est-à-dire une galaxie dont le noyau présente un spectre d'émission caractérisé par de larges raies d'atomes faiblement ionisés.
En raison d'une brillance de surface égale à 14,61 mag/am2, on peut qualifier NGC 1361 de galaxie à faible brillance de surface (LSB en anglais pour low surface brightness). Les galaxies LSB sont des galaxies diffuses (D) avec une brillance de surface inférieure de moins d'une magnitude à celle du ciel nocturne ambiant.